# Altamira do Maranhão
Altamira do Maranhão este un oraș în unitatea federativă Maranhão, Brazilia.